# Santa Maria de Palau de Cerdanya
Santa Maria de Palau de Cerdanya és l'església parroquial, originalment romànica, del poble i terme de Palau de Cerdanya, a la comarca de l'Alta Cerdanya, de la Catalunya del Nord.
L'església primitiva era lluny del poble. El segle xix se'n va construir una de nova, l'actual església parroquial, al poble mateix. És al Carrer del Marquès de Tilière, al capdamunt del carrer dels Caçadors, al nord-est del centre de la població.

## Història
La parròquia és citada l'any 1030 i el 1075, però fou profundament remodelada el segle xviii.

## Mobiliari
Conserva una pila baptismal romànica procedent del primitiu edifici. La peça està decorada amb arcuacions sota les quals es troben personatges en l'escena del baptisme per immersió dins d'una pica de la qual surt el cap d'un adult. El sacerdot porta una alba amb un seguit de plecs i sembla tenir a les mans un vas destinat a recollir l'aigua; al davant un escolà porta una creu.
També es conserva part d'un retaule gòtic dedicat a la Mare de Déu de la Llet pintat per Jaume Serra entre els anys 1360 i 1370; i un altre a l'altar major de l'any 1668, procedent del convent dels Servites de Bell-lloc. L'antiga església podria haver albergat la imatge romànica d'una Mare de Déu negra.